# Nina (Nina Badrić)
Nina è il quarto album in studio della cantante croata Nina Badrić, pubblicato nel 2000.

## Tracce
1. Ako kažeš da me ne voliš
2. Ostavljam ti sve
3. Sva tebi pripadam
4. Nek ti bude kao meni
5. Slobodna
6. Vječita ljubav
7. Igraj se
8. Budi mi blizu
9. Zbog tebe živim
10. Lately I'm Missing You
11. Ostavljam ti sve (remiks)
12. Ako kažeš da me ne voliš (remiks)